# Квиташвили, Александр Мерабович
Алекса́ндр Мера́бович Квиташви́ли (Сандро Квиташвили; груз. ალექსანდრე მერაბის ძე კვიტაშვილი; укр. Олександр Мерабович Квіташвілі; род. 15 ноября 1970, Тбилиси) — грузинский и украинский государственный деятель.
Министр здравоохранения Украины со 2 декабря 2014 по 14 апреля 2016 года. Министр здравоохранения, труда и социальных дел Грузии (31 января 2008 — 31 января 2010).

## Биография
Окончил исторический факультет Тбилисского университета (1992, специализация «новейшая история Европы и США», с отличием), затем Школу государственной службы имени Роберта Вагнера Нью-Йоркского университета (1993, степень магистра). Некоторое время входил в управленческий штат крупного медицинского центра в Атланте; вскоре вернулся на родину, заняв финансово-административную должность в грузинском представительстве Программы развития ООН; был заместителем руководителя грузинской миссии благотворительной организации при Объединённой методистской церкви (1995—1997).
С 1997 года — глава фонда «Курацио», занимающегося менеджментом в здравоохранении, а также вопросами образования и социальной защиты (ныне — член правления этой организации). С 2002 года — национальный эксперт-координатор Программы развития ООН в области образования, здравоохранения и социальных проблем. Был консультантом различных международных организаций. Опубликовал ряд аналитических работ по реформам здравоохранения и проблемам социальной защиты. Занимал руководящие должности в международной организации EastWest Institute.

### Министр здравоохранения Грузии
С 31 января 2008 по 31 августа 2010 года — министр здравоохранения, труда и социальной защиты Грузии. В 2010—2013 годах — ректор Тбилисского университета. Осенью 2013 года возглавлял избирательный штаб кандидата в президенты Грузии Давида Бакрадзе.

### Министр здравоохранения Украины
В конце 2014 года стал одним из трёх иностранцев, приглашённых в обновлённый Кабинет министров Украины; перед назначением был принят в гражданство Украины. Как отметил в день назначения Арсений Яценюк, Квиташвили провёл радикальные реформы во вверенной ему области в Грузии и призван провести в украинском здравоохранении реформы, в частности, антикоррупционного характера. В апреле 2015 года он заявил о желании ликвидировать санэпидемслужбу как «советский символ». 2 июля 2015 года после многочисленных обвинений «в бездействии» заявил, что готов уйти в отставку. 17 сентября Верховная Рада с четырёх попыток не смогла уволить Квиташвили с поста министра. 4 февраля 2016 отозвал заявление об отставке.
14 апреля 2016 года Второе правительство Яценюка был отправлено в отставку Верховной Радой Украины, поэтому Александр Квиташвили лишился должности министра здравоохранения Украины.

## Семья
Отец и мать Александра также связаны со здравоохранением, по состоянию на 2010 год они занимали должности, соответственно, директора Национального центра терапии и главного врача Центра неотложной кардиологии имени Чапидзе. Супруга Александра — Николь — внучка Ноя Жордании, председателя правительства Грузинской Демократической Республики. Есть сын.